# Jacques Allain (archéologue)
Pour les articles homonymes, voir Allain (homonymie).
Jacques Allain, né en 1913 à Châteauroux et mort en 1997, est un médecin et archéologue préhistorien français.
Il définit le Badegoulien et le Magdalénien à navettes d'après leurs typologies lithiques à l'abri Fritsch et aux grottes de la Garenne, précise l'identité du Magdalénien ancien à partir son étude poussée du matériel de Lascaux.

## Biographie
Il est né à Châteauroux en 1913.
Il pratique la médecine de 1933 à 1969 à Bouesse et à Neuvy-Saint-Sépulchre, devenant un médecin de campagne reconnu et apprécié.
Il épouse Marthe, avec qui il a quatre enfants.
Il meurt le 2 avril 1997 à 83 ans,.

## L'archéologue
Il s'intéresse à la préhistoire et à l'archéologie dès les années 1940.
Allain étudie les objets selon une perspective technologique et typologique et, là aussi précurseur, se livre avec André Rigaud à de nombreuses expérimentations qui permettent notamment une compréhension rigoureuse des cassures des languettes de navettes et des lames de grattoirs. Ces expériences et d'autres confirment les hypothèses technologiques et fonctionnelles d'Allain. Ainsi de sa définition de la navette en 1957 et des hypothèses qu'il émet à son sujet, plus tard confirmées par les études expérimentales de André Rigaud.
Au début des années 1950, Jacques et Marthe Allain rencontrent André et Arlette Leroi-Gourhan. Des liens scientifiques étroits se nouent entre les deux hommes au fil des rencontres lors de séminaires et sur le terrain. André Leroi-Gourhan suit attentivement les fouilles de J. Allain, participant même à un des décapages du sol magdalénien aux grottes de La Garenne.
De 1969 à 1981 il est directeur régional des Antiquités préhistoriques pour la région Centre, où il voit le Paléolithique supérieur concentré de façon élective dans « la vallée de la Creuse et le couloir du Loing. [...] Entre ces deux pôles surgissent ici et là, depuis quelques années, en une trame trop lâche pour être significative, des habitats de plein air de plus en plus nombreux »,.
Près de trente ans après, O. Agogué (2005) rappelle que du point de vue préhistorique, la région est un point de passage crucial entre les sites de l'Aquitaine, du Poitou-Charentes et de l'Auvergne d'une part, et les sites de l'Île-de-France et de Picardie d'autre part.
Il est aussi directeur par intérim des Antiquités historiques du Limousin, puis membre du Conseil supérieur de la recherche archéologique.
Il aborde la notion de « culture de Lussac-Angles », introduisant l'expression « pointe de sagaie de type Lussac-Angles » dès 1957.
Il fait plusieurs fouilles dans la vallée de la Creuse dans l'Indre, avec deux noms à retenir : les grottes de la Garenne et l'abri Fritsch. Mais on le retrouve aussi fouillant à Monteloup et au site badegoulien « Le Coteau » (1970).

### Les grottes de la Garenne et Magdalénien à navettes
Il fouille les grottes de La Garenne à Saint-Marcel (Indre), surtout la grotte Blanchard, de 1946 à 1976 avec son ami J. Descouts. Ces fouilles (programmées) lui permettent de définir le Magdalénien à navettes sur la base d'un ensemble de caractères typologiques communs :
- sagaies à double biseau,
- navettes,
- concepts artistiques originaux :
- rareté de l'art animalier naturaliste,
- figurations sexuelles fréquentes, préférence marquée pour le thème de la face humaine,
- décors en cupules.

La stratigraphie de la grotte Blanchard comprend six niveaux successifs porteurs de cet assemblage, ce qui indique une remarquable constance dans le temps.

### L'abri Fritsch et le Badegoulien
L'abri Fritsch, qu'il fouille à partir de 1964 au site des Roches à Pouligny-Saint-Pierre, livre une séquence stratigraphique et une industrie qui lui permettent de définir le Badegoulien et d'en faire l'analyse technologique, typologique et culturelle. 

Surtout, il établit la différence entre le Badegoulien et le Solutréen qui le précède, grâce à l'industrie lithique : approvisionnement différent en silex, burins transversaux, burins sur coche, absence de lamelles à dos et d'outils à retouche solutréenne, apparition de la raclette et son abondance dans les derniers niveaux badegouliens ; et la différence avec le Magdalénien grâce à l'industrie osseuse et plus précisément par le travail des bois de renne : au Badegoulien ce dernier est débité par percussion directe alors qu'au Magdalénien il est débité par double rainurage(1989).

### Argentomagus(Saint-Marcel, Indre)
Selon Vialou (1997), les travaux d'Allain sur le terrain commencent en 1944 sur le site gallo-romain d'Argentomagus à Saint-Marcel (Indre). Si c'est le cas, il n'y est pas resté très longtemps dans ces débuts car en 1946 il commence les fouilles à la Garenne. Par contre il y revient en 1962, accompagné de son équipe de bénévoles du site de la Garenne, et en dirige les fouilles jusqu'en 1981 avec son chef de chantier Raymond Albert.
J. Allain est de ceux qui ont contribué le plus à révéler l'importance de ce site exceptionnel, avec des archéologues locaux et nationaux et l'appui de municipalités riveraines. En 1962, selon Vialou il crée avec ses compagnons et collègues l'Association pour la Sauvegarde de la grande cité gallo-romaine, qu'il anime jusqu'en 1982. Selon le site des musées de la région Centre, l'association se crée avec des locaux de Saint-Marcel et lui demande dès sa création d'effectuer des sondages sur le site gallo-romain. Quoi qu'il en soit, cette association permet d'organiser des fouilles rigoureuses des monuments dispersés sur plusieurs hectares.
En 1975, il fonde un laboratoire de restauration archéologique à Argenton-sur-Creuse.
Déjà, en 1931, il était question d'un petit lieu de dépôt privé pour exposer les collections archéologiques locales d'A. Carrat, un érudit de Saint-Marcel. Mais ce projet ne voit pas le jour. Avec l'impulsion de l'Association, la position de directeur régional des Antiquités préhistoriques permet aussi à Allain d'appuyer les efforts conjugués lorsqu'il s'agit de construire un musée sur place - efforts relayés par son successeur à la Direction régionale Jackie Despriée. Le Musée de site d'Argentomagus est inauguré en 1988 et placé sous l'autorité de Gérard Coulon, archéologue, élève et collaborateur fidèle de J. Allain.

### Cepoy et le Hambourgien
Le site de plein air de la Pierre-aux-Fées  à Cepoy (Loiret) est découvert en 1972 lors de prospections pour l'exploitation d'une carrière en rive est du Loing. Il a fourni une plaquette finement gravée d'une tête de cheval.
En 1978 Allain y dirige une fouille préventive programmée (Valentin en dirige une autre en 1995).
La station lui donne l'occasion de définir les rapports entre le Magdalénien supérieur ou tardif du Bassin parisien et le Hambourgien.
Un autre site du Paléolithique supérieur est découvert en 1975 au lieu-dit La Maison Blanche à 3 km au nord sur Fontenay-sur-Loing. Résolument magdalénien sans traces de hambourgien, il est l'objet d'une fouille préventive par Allain et al. en 1978.

### Lascaux et le Magdalénien ancien
Conjointement avec Arlette Leroi-Gourhan, il dirige en 1979 la publication d'une revue consacrée à Lascaux et y publie lui-même une étude poussée de l'industrie de Lascaux qui contribue à préciser l'identité du Magdalénien ancien,.

### Autres fouilles
Outre les lieux déjà cités, il fait aussi des fouilles au « Petit-Foulinin » (Vicq-Exemplet, Indre, Madgalénien supérieur, Allain 1966 ; Valentin 1995) ; 
des sondages au « 125, rue George-Sand » (Chalette-sur-Loing, Loiret, Madgalénien supérieur),, et « Rue Charlot » (Château-Renard, Loiret, Paléolithique supérieur indéterminé, Allain 1981),…
et des prospections : « La Vieille Grange » (Mérigny, Indre, Châtelperronien, 1972), « Puyravaux » (Vesdun, Cher, Badegoulien, Allain 1972), « Mancy » et « Le Rousson » (Saint-Brisson-sur-Loire, Loiret, Madgalénien supérieur, Allain 1981), « Viplaix » (Vesdun, Cher, Magdalénien indéterminé, Paléolithique final, Allain 1972)…

## Confusions possibles
- L'abbé E. Allain, archiviste diocésain à Bordeaux, membre correspondant du Comité des travaux historiques et scientifiques, actif entre 1876 et 1897[23].
- Alain Jacques, directeur du Service archéologique de la ville d'Arras[24],[25].

## Publications
- [1948] « L'enceinte fortifiée du Fougeron, commune de Velles (Indre) », Bulletin de la Société préhistorique française, t. 45, no 5,‎ 1948, p. 171-173 (lire en ligne [sur persee]).
- [1950] « Un appeau magdalénien », Bulletin de la Société préhistorique française, t. 47, nos 3-4,‎ 1950, p. 181-192 (lire en ligne [sur persee]).
- [1950] « Visite du Congrès au gisement magdalénien de la Garenne », Annales de la 13e session du Congrès Préhistorique de France, à Paris,‎ 1950, p. 97-100.
- [1957] « Contribution à l'étude des techniques magdaléniennes. Les Navettes », Bulletin de la Société préhistorique française, t. 54, nos 3-4,‎ 1957, p. 216-222 (lire en ligne [sur persee]).
- [Allain & Descout 1957] Jacques Allain et Jean Descout, « À propos d'une baguette à rainure armée de silex découverte dans le Magdalénien de Saint-Marcel », L'Anthropologie, vol. 61, nos 5-6,‎ 1957, p. 503-512.
- [1957] « Nouvelles découvertes dans le gisement magdalénien de la Garenne (com. de St-Marcel, Indre) Note Préliminaire », Bulletin de la Société préhistorique française, t. 54, nos 3-4,‎ 1957, p. 223-227 (lire en ligne [sur persee]).
- [1958] « Réflexions sur la chronologie du Magdalénien », Bulletin de la Société préhistorique française, t. 55, no 9,‎ 1958, p. 539-545 (lire en ligne [sur persee]).
- [1959] « Les lampes magdaléniennes de Saint-Marcel (Indre) », Annales du Congrès Préhistorique de France, Monaco,‎ 1959, p. 178-183.
- [1961] « Premier aperçu d'ensemble sur l'industrie magdalénienne de la Garenne (Indre) », Bulletin de la Société préhistorique française, t. 58, nos 8-10,‎ 1961, p. 594-604 (lire en ligne [sur persee]).
- [1963] « Pont gallo-romain et gué pavé d'Argenton-sur-Creuse (Indre) », Revue Archéologique du Centre,‎ avril-juin 1963, p. 136-142.
- [1963] « Une bipenne naviforme en métahornblendite recueillie dans l'Indre », Bulletin de la Société Préhistorique Française, t. 60,‎ 1963, p. 321-323.
- [Allain, Cothenet & Vauthey 1964] Jacques Allain, André Cothenet et Max Vauthey, « Deux dépotoirs gallo-romains à Argentomagus », Revue Archéologique du Centre,‎ octobre-décembre 1964, p. 341-356.
- [Allain et al. 1964] Jacques Allain, André Cothenet, Thérèse Poulain-Josien et M. Vauthey, « Deux dépotoirs gallo-romains à Argentomagus (Commune de Saint-Marcel, Indre) », Revue Archéologique du Centre, t. 3, no 4,‎ 1964, p. 341-356 (lire en ligne [sur persee]).
- [1965] « Fouilles du cimetière gallo-romain du Champ de l'Image à Saint-Marcel, Indre », Cahiers d'Archéologie et d'Histoire du Berry,‎ 1965, p. 22-23.
- [Allain, Vauthey & Vauthey 1966] Jacques Allain, Paul Vauthey et Max Vauthey, « Présentation d'estampilles de sept potiers arrétins découvertes dans un site augustéen du centre de la France (Argentomagus) », Bulletin de la Société d'Histoire et d'Archéologie de Vichy et des environs, no 68,‎ 1966, p. 165-172.
- [Allain, Cothenet & Poulain-Josien 1966] Jacques Allain, A. Cothenet et Thérèse Poulain-Josien, « Un dépotoir augustéen à Argentomagus (Saint-Marcel, Indre) », Revue archéologique du Centre de la France, t. 5, no 1,‎ 1966, p. 3-39 (lire en ligne [sur persee]).
- [1966] « Un dépotoir augustéen à Argentomagus (Saint-Marcel, Indre). VII - Conclusions », Revue archéologique du Centre de la France, t. 5, no 3,‎ 1966, p. 218-219 (lire en ligne [sur persee]).
- [Allain & Fritsch 1967] « Le Badegoulien de l'Abri Fritsch aux Roches de Pouligny-St-Pierre (Indre) », Bulletin de la Société Préhistorique Française, t. 64, no 1 « Études & Travaux »,‎ 1967, p. 168 (lire en ligne [sur persee]).
- [1968] « À propos d'un bois de renne gravé magdalénien de la Garenne (Commune de St-Marcel, Indre). Art pariétal et Art mobilier », Revue archéologique du Centre de la France, t. 7, no 2,‎ 1968, p. 155-166 (lire en ligne [sur persee]).
- [1968] « Histoire d'un site urbain : Argenton », Archéologie, t. 7, no 23,‎ juillet-août 1968, p. 40-45.
- [1972] « Secrets d'une tombe antique », Archeologia, no 44,‎ 1972, p. 24-27.
- [Coulon 1973] Gérard Coulon (préf. Jacques Allain), La Brenne antique, Tours, éd. Joseph Thibault, Jean Luthier (impr. Gilbert-Clarey), 1973.
- [Allain & Pichard 1974] Jacques Allain et B. Pichard, « Le dolmen du Berceau — Étude complémentaire », Bulletin de la Société préhistorique française, t. 71, no 3,‎ 1974, p. 77-84 (lire en ligne [sur persee]).
- [1975] « Dieux indigènes et cultes à mystères à Argentomagus. Essai d'interprétation », Revue archéologique du Centre de la France, t. 14, nos 1-2,‎ 1975, p. 3-14 (lire en ligne [sur persee]).
- [1976] « Les civilisations du Paléolithique supérieur dans le sud-ouest du Bassin parisien », dans Henri de Lumley (dir.), La Préhistoire française, CNRS, 1976, p. 1315-1320.
- [Allain et al. 1978] Jacques Allain, André Aubourg, Michel Grattier et Jean-Marie Lorain, « Site préhistorique de la Pierre-aux-Fées (Cepoy, Loiret) », Bulletin de la Société d'Émulation de Montargis, no 1 « Spécial »,‎ 1978 (lire en ligne [sur gallica]).
- [Allain et al. 1978] « Échanges et Frontières. Problèmes posés par la fouille d'Argentomagus », Revue Archéologique du Centre, t. 17, nos 3-4,‎ 1978, p. 155-159 (lire en ligne [sur persee]).
- [1978] « À propos de la datation С 14 de l'Abri Fritsch aux Roches de Pouligny-Saint-Pierre, Indre », Bulletin de la Société Préhistorique Française, t. 75, no 6,‎ 1978, p. 168 (lire en ligne [sur persee]).
- [1979] « À propos d'une pendeloque à décor anthropomorphe de La Garenne, commune de Saint-Marcel (Indre) », Bulletin du Groupe d'Histoire et d'Archéologie du Buzançais, no 11 « L'Indre et son passé »,‎ 1979, p. 9-13.
- [Leroi-Gourhan (Arl.), Allain et al. 1979] Arlette Leroi-Gourhan (dir.), Jacques Allain (dir.) et al., « Lascaux inconnu », Gallia Préhistoire, no 12 « Supplément »,‎ 1979 (lire en ligne [sur persee]).
  - [1979] « L'industrie lithique et osseuse de Lascaux », Gallia Préhistoire, no 12 (Supplément) « Lascaux inconnu »,‎ 1979, p. 86-120 (lire en ligne [sur persee]). 
  - [1979] « Conclusions », Gallia Préhistoire, no 12 (Supplément) « Lascaux inconnu »,‎ 1979, p. 367-368 (lire en ligne [sur persee]).
- [Allain, Chevalier-Dussot & Dussot 1982] « Les enceintes du Puy Gaudy », Travaux d'Archéologie Limousine, no 3,‎ 1982.
- [1982] « Le Vergobret des Bituriges à Argentomagus : essai d'interprétation d'une fosse cultuelle », Travaux d'Archéologie LimousineRevue Archéologique de l'Est, t. 32, nos 3-4 « Hommage à J.-J. Hatt »,‎ 1982, p. 11-32.
- [1983] « Matériaux pour l'étude du « Magdalénien initial » et de ses origines », Bulletin de la Société préhistorique française, t. 80, no 5,‎ 1983, p. 135-139.
- [1984] « Avant-propos » (liminaire), Supplément à Gallia Préhistoire, no 19 « Études sur l'abri Fritsch (Indre) »,‎ 1984, p. 7-12 (lire en ligne [sur persee]).
- [Allain et al. 1985] Jacques Allain, René Desbrosses, Janusz K. Kozlowski, André Rigaud, Marcel Jeannet (contrib.) et Arlette Leroi-Gourhan (contrib.), « Le Magdalénien à navettes », Gallia Préhistoire, t. 28, no 1,‎ 1985, p. 37-124 (lire en ligne [sur persee]).
- [Allain & Sire 1985] Jacques Allain et Christiane Sire, « La restauration des métaux et ses surprises » (Actes du 46e Congrès de la Fédération des Sociétés Savantes de la région Centre, Châteauroux, 11-13 mai 1984), Revue de l'Académie du Centre,‎ 1985, p. 22-23.
- [Allain & Rigaud 1986] Jacques Allain et André Rigaud, « Décor et fonction. Quelques exemples tirés du Magdalénien », L'Anthropologie, t. 90, no 4,‎ 1986, p. 713-738.
- [1986] « André Leroi-Gourhan (1911-1986) Et l'archéologie de la région Centre » (compte-rendu), Revue archéologique du Centre de la France, t. 25, no 1,‎ 1986, p. 113-115 (lire en ligne [sur persee]).
- [1986] Souvenirs d'un noctambule, Châteauroux, La Bouinotte, 1986.
- [1986] Anatomie, physiologie et pathologie du Berrichon vu par lui-même, Châteauroux, La Bouinotte, 1986.
- [1987] Jacques Allain, Isabelle Fauduet et Jacques Dupoux, « Puits et fosses de la Fontaine des Mersans à Argentomagus. Dépotoirs ou dépôts votifs ? », Gallia, t. 45,‎ 1987, p. 105-114 (lire en ligne [sur persee]).
- [1987] « Les petites pointes dans l'industrie osseuse de La Garenne : fonction et figuration », L'Anthropologie, t. 96, no 1,‎ 1987, p. 135-162.
- [1989] Jacques Allain, « La Fin du Paléolithique supérieur en région Centre », dans Jean-P. Rigaud, Le Magdalénien en Europe. La structuration du Magdalénien (Actes du colloque de Mayence 1987), Liège, université de Liège, coll. « ERAUL » (no 38), 1989, p. 197-217.
- [Allain & Rigaud 1989] Jacques Allain et André Rigaud, « Colles et mastics au Magdalénien » (Colloque de Nemours), Mémoires du Musée de Préhistoire d'Ile-de-France, t. 45, no 2 « Feux et foyers au Paléolithique »,‎ 1989, p. 221-223.
- [Allain, Fauduet & Truffeau-Libre 1992] Jacques Allain, Isabelle Fauduet et Marie Truffeau-Libre (dir.), La nécropole gallo-romaine du Champ de l'Image à Argentomagus (Saint-Marcel, Indre). 1 du, éd. du Musée d'Argentomagus, coll. « Mémoires » (no 1), 1992, sur persee (lire en ligne).
  - [Allain & Fauduet 1992] Jacques Allain et Isabelle Fauduet, « II - La nécropole du "Champ de l'Image". Introduction », Supplément à la Revue archéologique du centre de la France, no 3 « La nécropole gallo-romaine du Champ de l'Image »,‎ 1992, p. 15-21 (lire en ligne [sur persee]).
  - [Allain & Fauduet 1992] Jacques Allain et Isabelle Fauduet, « II - La nécropole du "Champ de l'Image". Présentation », Supplément à la Revue archéologique du centre de la France, no 3 « La nécropole gallo-romaine du Champ de l'Image »,‎ 1992, p. 23-30 (lire en ligne [sur persee]).
  - [Allain et al. 1992] « IV- La nécropole du "Champ de l'Image" : chronologie, organisation, pratiques funéraires », Supplément à la Revue archéologique du centre de la France, no 3 « La nécropole gallo-romaine du Champ de l'Image »,‎ 1992, p. 111-130 (lire en ligne [sur persee]).

Comptes-rendus en tant que directeur de circonscription archéologique du Centre
- [1966] « Informations archéologiques, circonscription du Centre », Gallia Préhistoire, t. 9, no 2,‎ 1966, p. 471-489 (lire en ligne [sur persee]).
- [1970] « Informations archéologiques, circonscription du Centre », Gallia Préhistoire, t. 13, no 2,‎ 1970, p. 345-363 (lire en ligne [sur persee]).
- [1972] « Informations archéologiques, circonscription du Centre », Gallia Préhistoire, t. 15, no 2,‎ 1972, p. 345-363 (lire en ligne [sur persee]).
- [1974] « Informations archéologiques, circonscription du Centre », Gallia Préhistoire, t. 17, no 2,‎ 1974, p. 465-485 (lire en ligne [sur persee]).
- [1978] « Informations archéologiques, circonscription du Centre », Gallia Préhistoire, t. 21, no 2,‎ 1978, p. 469-501 (lire en ligne [sur persee]).
- [1981] « Informations archéologiques, circonscription du Centre », Gallia Préhistoire, t. 24, no 2,‎ 1981, p. 329-363 (lire en ligne [sur persee]).

Comptes-rendus en tant que directeur intérimaire de circonscription archéologique du Limousin
- [1971] « Circonscription du Limousin », Gallia, t. 29, no 2,‎ 1971, p. 311-321 (lire en ligne [sur persee]).
- [1973] « Circonscription du Limousin », Gallia, t. 31, no 2,‎ 1973, p. 423-437 (lire en ligne [sur persee], consulté en juin 2021).